# 高瀬村 (富山県)
高瀬村（たかせむら）は、かつて富山県東礪波郡にあった村。

## 沿革
- 1889年（明治22年）4月1日 - 町村制の施行により、礪波郡高瀬村、三清村、安清村、森清村、江田村、雨潜野村、野原村及び北市村の区域の一部の区域をもって、礪波郡高瀬村が発足する。
- 1896年（明治29年）3月29日 - 郡制の施行のため、礪波郡が分割して、東礪波郡が発足により、東礪波郡に所属となる。
- 1947年（昭和23年）2月11日 - 富山県内初の公民館が村内に開設される[4]。
- 1959年（昭和34年）1月1日 - 高瀬村を分割して、次のとおり。
  - 大字森清、大字安清、大字江田、大字雨潜、大字野原及び大字三清の区域の一部の区域 → 東礪波郡福野町に編入する。
  - 大字高瀬、大字北市、大字野尻野及び大字三清の区域の一部の区域 → 東礪波郡井波町に編入する。